# De Waele (schoenfabriek)

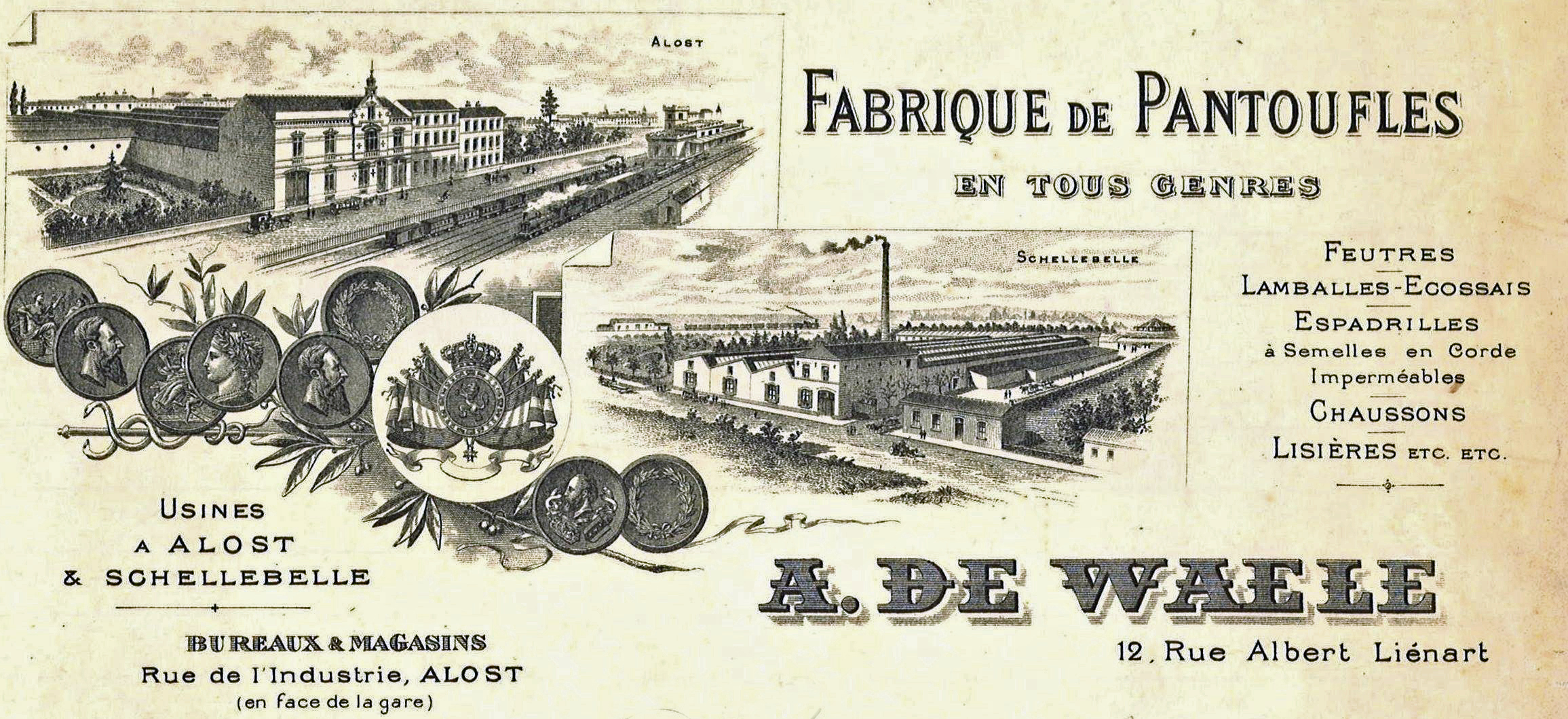
Briefhoofd schoenfabriek De Waele, Schellebelle, 1901, collectie Marc Van Doorselaer

De Waele Alexander was een schoenfabriek in de Statiestraat te Schellebelle.

## Geschiedenis
Alexander De Waele werd geboren te Schellebelle op 13 februari 1840. Op 15-jarige leeftijd stierf zijn vader en als oudste moest hij onmiddellijk de handen uit de mouwen steken. Hij bleek opmerkelijk getalenteerd en ondernemend te zijn en was voortdurend op zoek naar kennis, vernieuwing en vooruitgang. Hij koos onmiddellijk voor de ambachtelijke schoenmakerij en begon daarmee in 1860. Mede daardoor was hij duidelijk de grondlegger van de latere schoen- en pantoffelindustrie in Schellebelle.
In september 1862 diende Alexander De Waele een aanvraagdossier in tot verwerven van een octrooi voor "Vervaerdigen van bottienen voor soirées en danspartijen". De uitvinding bestond erin op een bijzondere wijze het bovenstuk vast te naaien aan de zool van de bottines om zo meer stevigheid te bekomen. Eerst naaide men in de dikke boord van de zool een wrong of rand met dikke dubbele draad. Vervolgens naaide men het bovenstuk aan deze wrong.
Op 31-jarige leeftijd trad hij in het huwelijk met Leonie Vandenborre en toen hij 40 jaar was, vestigde hij zich te Aalst als handelaar in leder en werktuigen voor schoenmakers. Dit was de directe aanleiding om met het fabriceren van schoenen in Aalst te beginnen. Dit was volop de periode waarin priester Daens zich in Aalst inzette voor de belangen van arbeiders. De vakbonden in Aalst begonnen zich te organiseren en Alexander vond het tijd om terug te keren naar Schellebelle. Hij kocht in 1896 een perceel grond in de Statiestraat en bouwde er een fabriek. Vanaf 1897 werden al sletsen (= pantoffels) gemaakt. De lokale bevolking noemde het gebouw spottend: "het sletsenkot van Zander De Waele". Al in 1900 deed Alexander De Waele een aanvraag tot het plaatsen van een stoommachine. Hij stelde meer dan 100 mensen te werk.
In 1891 vond hij een nieuw model van luchtzolen uit, met 5 mm lucht opgevuld daar waar de voet op trapt. Dit voorkomt alle ongemakken voor de moeilijkste voeten (toen al een voorloper van de later Nike loopschoenen). In 1901' verkreeg Alexander De Waele een uitvindersbrevet toegekend door het ministerie van Industrie en Werk. Zijn "pantoffel - galoche" was een makkelijk te maken model dat zowel sierlijk, comfortabel als goedkoop was. De schoen had een zool in leder, een lage hak van ongeveer 2 cm dikte en dat alles werd genaaid of genageld aan het bovenstuk uit bruin zeildoek. In 1906 kwam Alexander De Waele opnieuw in Schellebelle wonen. Hij bouwde er twee opmerkelijke woningen in de Statiestraat. 
Tijdens de eerste wereldoorlog september 1916 werd de fabriek door de bezetter in beslag genomen en ingericht als onderkomen voor krijgsgevangenen. Dit besluit was natuurlijk niet bevorderlijk voor de gezondheid van Alexander De Waele, vooral omdat hij zelf de toegang tot zijn fabriek werd ontzegd. Op 3 november 1916 overleed Alexander De Waele. 
De heropstart na de eerste wereldoorlog was zeer moeilijk. De machines waren beschadigd. De grondstoffen en werktuigen die verstopt waren tijdens de oorlog kwamen weer boven en werden door de echtgenote van Alexander De Waele ter beschikking gesteld van vroegere werknemers. Voor hen was dit de gelegenheid om met thuiswerk voor eigen rekening te beginnen om later een eigen bedrijf op te richten. In 1923 gebeurde de liquidatie en de verdeling van de erfenis.

## Locaties en gebouwen
- 1860: Statiestraat Schellebelle
- 1880: Liénartstraat nr.12 Aalst
- 1895: Nijverheidsstraat Aalst
- 1907: Statiestraat Schellebelle